# Wilkowyje (gmina)
Wilkowyje – dawna jednostkowa gmina wiejska w  woj. śląskim. Siedzibą władz gminy były Wilkowyje (obecnie dzielnica Tychów).
Jako gmina jednostkowa gmina Paprocany funkcjonowała za II Rzeczypospolitej w latach 1922–1945 w powiecie pszczyńskim w woj. śląskim
1 grudnia 1945 na obszarze woj. śląskiego (z gminami jednostkowymi) utworzono gminy zbiorowe. Wilkowyje weszły (jako gromada) w skład nowo utworzonej gminy Tychy; nie utworzono natomiast gminy zbiorowej Wilkowyje.
Brak jednoznacznych informacji czy kiedykolwiek po wojnie istniała zbiorowa gmina Wilkowyje. W wykazie gmin z 1946 roku Wilkowyje występują nadal jako jedna z 3 gromad gminy Tychy (Tychy, Paprocany i Wilkowyje). Wyrażenie "gmina Wilkowyje" figuruje natomiast w rozporządzeniu z 1950 roku, kiedy to miała być "zniesiona" i (wraz ze "zniesioną" gminą Paprocany) do nowo utworzonego miasta Tychy, powstałego 1 stycznia 1951 z "gminy Tychy", której nadano ustrój miejski. Ponieważ brak jest jakichkolwiek informacji o istnieniu wiejskich gmin zbiorowych o nazwie Wilkowyje czy Paprocany po wojnie (oprócz owego doraźnego rozporządzenia z 1950 roku), a oficjalne wykazy powojenne w ogóle ich nie wymieniają, sugeruje to, że wyrażenie „gmina” w rozporządzeniu z 1950 roku mylnie nawiązuje do jednostek przedwojennych, tzn. gmin jednostkowych Wilkowyje, Paprocany i Tychy, gdzie poprawnie powinno było użyć terminów  wieś lub gromada (por. też gmina Czechowice, gmina Dziedzice, gmina Krzyżkowice, gmina Orzepowice, gmina Paprocany, gmina Pietrzkowice, gmina Pstrążna, gmina Szczygłowice, gmina Zamysłów, gmina Zielona, gdzie postąpiono analogicznie).